# Pseudotremia rhadamanthus
Pseudotremia rhadamanthus är en mångfotingart som beskrevs av Shear 1972. Pseudotremia rhadamanthus ingår i släktet Pseudotremia och familjen Cleidogonidae. Inga underarter finns listade i Catalogue of Life.